# Niemcza
Niemcza é um município da Polônia, na voivodia da Baixa Silésia e no condado de Dzierżoniów. Estende-se por uma área de 19,81 km², com 3 039 habitantes, segundo os censos de 2016, com uma densidade de 153,4 hab/km².